# Swanage Bay
Swanage Bay är en vik i Storbritannien.   Den ligger i riksdelen England, i den södra delen av landet, 160 km sydväst om huvudstaden London.